# 腰包

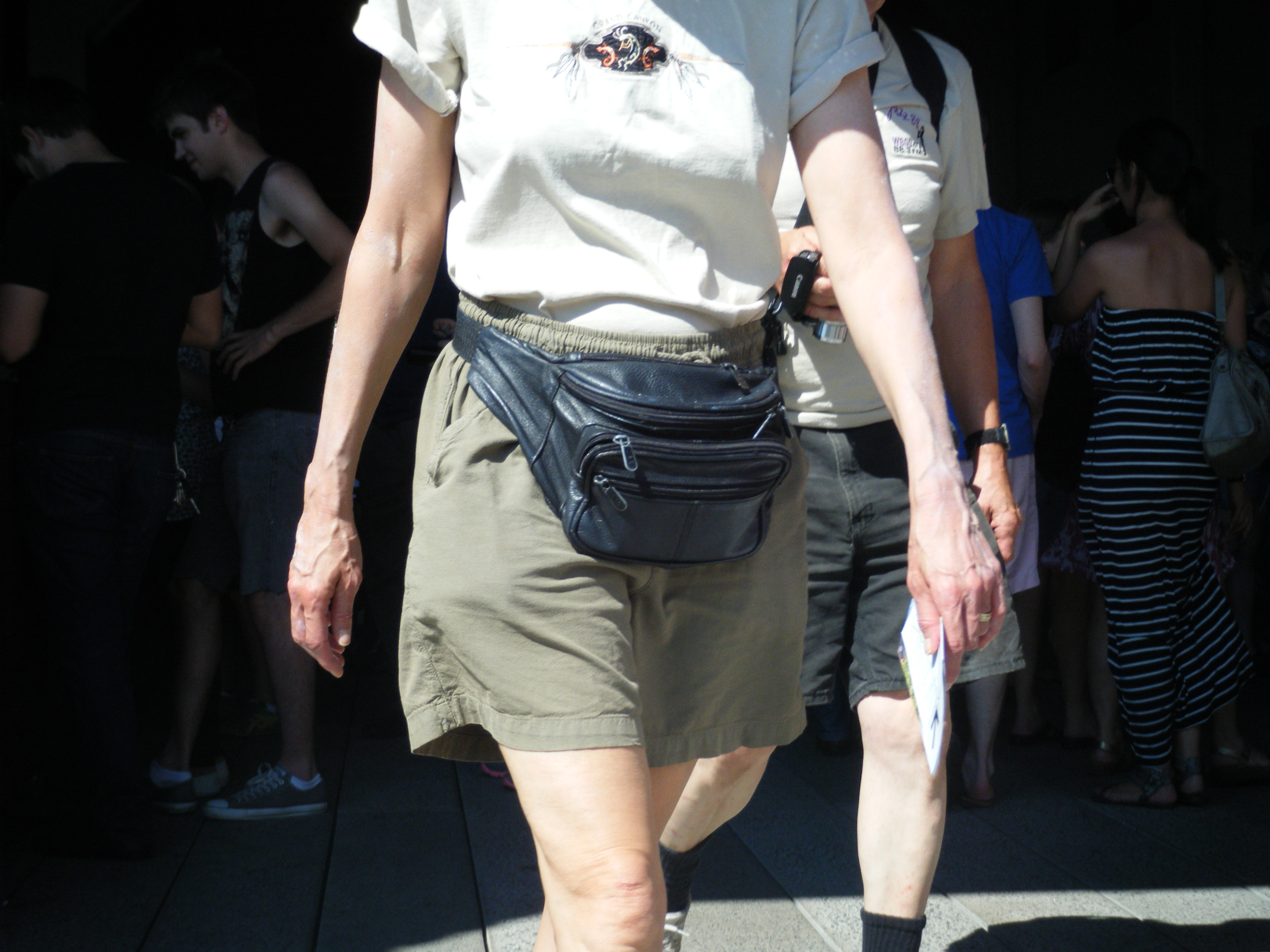
一个背著腰包的女人

腰包是一種小型织物袋，它有一個帶子可以系在腰间，並用某种带扣固定。带子可以根據舒適度调整鬆緊。历史上，包袋有時會放置在身體面前，这样人们就可以保护自己不受竊賊偷竊，同時也有人會將包袋繫在腰帶上。